# Richard Semon
Richard Wolfgang Semon, född 22 augusti 1859 i Berlin, död 12 december 1918 i München, var en tysk zoolog.
Semon var 1891–97 extra ordinarie professor i anatomi vid Jena universitet och därefter bosatt i München. Han företog vetenskapligt mycket givande forskningsresor i Australien och i den malaysiska övärlden. Hans viktigare arbeten är Studien über den Bauplan des Urogenitalsystems der Wirbeltiere (1892), Zoologische Forschungsreisen in Australien und dem Malayischen Archipel (1893 och senare, flera delar), Die Mneme als erhaltendes Prinzip im Wechsel des organischen Geschehens (1904; tredje upplagan 1911), Die mnemischen Empfindungen (1909) och Das Problem der Vererbung erworbener Eigenschaften (1912).